# Pakistanische Cricket-Nationalmannschaft in Indien in der Saison 1986/87
Die Tour der pakistanischen Cricket-Nationalmannschaft nach Indien in der Saison 1986/87 fand vom 27. Januar bis zum 17. März 1987 statt. Die internationale Cricket-Tour war Bestandteil der Internationalen Cricket-Saison 1986/87 und umfasste fünf Tests und sechs ODIs. Pakistan gewann die Test-Serie 1–0 und die ODI-Serie 5–1.

## Vorgeschichte
Indien spielte zuvor eine Tour gegen Sri Lanka, Pakistan ein Vier-Nationen-Turnier in Australien.
Das letzte Aufeinandertreffen der beiden Mannschaften fand in der Saison 1984/85 in Pakistan statt.

## Stadien
Die folgenden Stadien wurden für die Tour als Austragungsort vorgesehen.
| Stadion                              | Stadt      | Kapazität | Spiele          |
| ------------------------------------ | ---------- | --------- | --------------- |
| Sardar Patel Stadium                 | Ahmedabad  | 54.000    | 4. Test         |
| M. Chinnaswamy Stadium               | Bangalore  | 42.000    | 5. Test         |
| Lal Bahadur Shastri Stadium          | Hyderabad  | 25.000    | 3. ODI          |
| Nehru Stadium                        | Indore     | 25.000    | 1. ODI          |
| Sawai Mansingh Stadium               | Jaipur     | 23.185    | 3. Test         |
| Keenan Stadium                       | Jamshedpur | 19.000    | 6. ODI          |
| Eden Gardens                         | Kalkutta   | 82.000    | 2. Test; 2. ODI |
| M. A. Chidambaram Stadium            | Madras     | 46.000    | 1. Test         |
| Vidarbha Cricket Association Stadium | Nagpur     | 45.000    | 5. ODI          |
| Nehru Stadium                        | Pune       | 25.000    | 4. ODI          |

## Kaderlisten
Die folgenden Kader wurden von den Mannschaften benannt.
| Test | Test | ODI | ODI |
| Indien | Pakistan | Indien | Pakistan |
| --- | --- | --- | --- |
| - Mohinder Amarnath - Mohammad Azharuddin - Roger Binny - Sunil Gavaskar - Kapil Dev - Raju Kulkarni - Arun Lal - Kiran More - Gopal Sharma - Ravi Shastri - Maninder Singh - Kris Srikkanth - Dilip Vengsarkar - Shivlal Yadav | - Abdul Razzaq - Ijaz Faqih - Ijaz Ahmed - Imran Khan - Iqbal Qasim - Javed Miandad - Manzoor Elahi - Rameez Raja - Rizwan-uz-Zaman - Saleem Yousuf - Saleem Malik - Saleem Jaffar - Shoaib Mohammad - Tauseef Ahmed - Wasim Akram - Younis Ahmed | - Mohammad Azharuddin - Roger Binny - Sunil Gavaskar - Kapil Dev - Raju Kulkarni - Raman Lamba - Madan Lal - Chandrakant Pandit - Manoj Prabhakar - Lalchand Rajput - Chetan Sharma - Gopal Sharma - Ravi Shastri - Maninder Singh - Kris Srikkanth - Dilip Vengsarkar - Sadanand Viswanath | - Abdul Razzaq - Ijaz Ahmed - Ijaz Faqih - Imran Khan - Javed Miandad - Manzoor Elahi - Mudassar Nazar - Rameez Raja - Rizwan-uz-Zaman - Saleem Malik - Saleem Yousuf - Saleem Jaffar - Tauseef Ahmed - Wasim Akram - Younis Ahmed |

## One-Day Internationals

### Erstes ODI in Indore
| 27. Januar Scorecard | Indore | Indien 196-7 (45/45)           | – | Pakistan 200-7 (44/45) |
|                      |        | Pakistan gewinnt mit 3 Wickets |   |                        |

### Zweites ODI in Kalkutta
| 18. Februar Scorecard | Kalkutta | Indien 238-6 (40/40)           | – | Pakistan 241-8 (39.3/40) |
|                       |          | Pakistan gewinnt mit 2 Wickets |   |                          |

### Drittes ODI in Hyderabad
| 20. März Scorecard | Hyderabad | Indien 212-6 (44/44)                          | – | Pakistan 212-7 (44/44) |
|                    |           | Indien gewinnt mit weniger verlorenen Wickets |   |                        |

### Viertes ODI in Pune
| 22. März Scorecard | Pune | Indien 120-9 (42/42)           | – | Pakistan 121-4 (37.2/42) |
|                    |      | Pakistan gewinnt mit 6 Wickets |   |                          |

### Fünftes ODI in Nagpur
| 24. März Scorecard | Nagpur | Pakistan 286-6 (44/44)       | – | Indien 245-9 (44/45) |
|                    |        | Pakistan gewinnt mit 41 Runs |   |                      |

### Sechstes ODI in Jamshedpur
| 26. März Scorecard | Jamshedpur | Indien 265-3 (44/44)           | – | Pakistan 266-5 (43.2/44) |
|                    |            | Pakistan gewinnt mit 5 Wickets |   |                          |

## Tests

### Erster Test in Madras
| 3. – 8. Februar Scorecard | Madras | Pakistan 487-9d (163) & 182-3 (77) | – | Indien 527-9d (170) |
|                           |        | Remis                              |   |                     |

### Zweiter Test in Kalkutta
| 11. – 16. Februar Scorecard | Kalkutta | Indien 403 (118) & 181-3 (52.1) | – | Pakistan 229 (108.1) & 179-5 (87) |
|                             |          | Remis                           |   |                                   |

### Dritter Test in Jaipur
| 21. – 26. Februar Scorecard | Jaipur | Indien 465-8d (163.3) & 114-2 (38) | – | Pakistan 341 (128.5) |
|                             |        | Remis                              |   |                      |

### Vierter Test in Ahmedabad
| 4. – 9. Februar Scorecard | Ahmedabad | Pakistan 395 (187.3) & 135-2 (99) | – | Indien 323 (111.5) |
|                           |           | Remis                             |   |                    |

Der Inder Sunil Gavaskar erzielte in dem Spiel als erster Spieler weltweit seinen 10.000 Karriere-Run.

### Fünfter Test in Bangalore
| 13. – 17. März Scorecard | Bangalore | Pakistan 116 (49.2) & 249 (94.5) | – | Indien 145 (64) & 204 (93.5) |
|                          |           | Pakistan gewinnt mit 16 Runs     |   |                              |